# Ecuadors provinser

Ecuadors provinser

Lista över Ecuadors provinser Ecuador är indelat i 24 provinser (provincias, singular provincia). 
| Nr | Provins                        | Huvudstad                      | Invånare (2001) | Area (km²) |
| -- | ------------------------------ | ------------------------------ | --------------- | ---------- |
| 1  | Azuay                          | Cuenca                         | 599 546         | 8 639      |
| 2  | Bolívar                        | Guaranda                       | 169 370         | 3 254      |
| 3  | Cañar                          | Azogues                        | 206 981         | 3 908      |
| 4  | Carchi                         | Tulcán                         | 152 939         | 3 699      |
| 5  | Chimborazo                     | Riobamba                       | 403 632         | 5 287      |
| 6  | Cotopaxi                       | Latacunga                      | 349 540         | 6 569      |
| 7  | El Oro                         | Machala                        | 349 540         | 5 988      |
| 8  | Esmeraldas                     | Esmeraldas                     | 385 223         | 15 216     |
| 9  | Galápagos                      | Puerto Baquerizo Moreno        | 18 640          | 8 010      |
| 10 | Guayas                         | Guayaquil                      | 3 070 145       | 16 740     |
| 11 | Imbabura                       | Ibarra                         | 344 044         | 4 599      |
| 12 | Loja                           | Loja                           | 404 835         | 11 027     |
| 13 | Los Ríos                       | Babahoyo                       | 650 178         | 6 254      |
| 14 | Manabí                         | Portoviejo                     | 1 186 025       | 18 400     |
| 15 | Morona Santiago                | Macas                          | 115 412         | 25 690     |
| 16 | Napo                           | Tena                           | 79 139          | 13 271     |
| 17 | Orellana                       | Puerto Francisco de Orellana   | 86 493          | 20 733     |
| 18 | Pastaza                        | Puyo                           | 61 779          | 29 520     |
| 19 | Pichincha                      | Quito                          | 2 101 799       | 9 110      |
| 20 | Santa Elena                    | Santa Elena                    | 238 889         | 3 763      |
| 21 | Santo Domingo de los Tsáchilas | Santo Domingo de los Colorados | 287 018         | 3 805      |
| 22 | Sucumbíos                      | Nueva Loja                     | 128 995         | 8 331      |
| 23 | Tungurahua                     | Ambato                         | 441 034         | 3 334      |
| 24 | Zamora Chinchipe               | Zamora                         | 76 601          | 23 111     |

Det finns även fyra områden i landet där man tvistar om gränsdragningar och tillhörighet:
- El Piedrero
- La Concordia
- Las Golondrinas
- Manga del Cura

Den sammanlagda befolkningen i dessa områden var 72 588 invånare 2001.